# Marie Jungius
Hendrika Maria Aleida (Marie) Jungius (Heiloo, 1 april 1864 - Arnhem, 22 december 1908) was medeorganisator van de Nationale Tentoonstelling van Vrouwenarbeid en grondlegster en eerste directrice van het Nationaal Bureau voor Vrouwenarbeid. Zij was de dochter van Elias Cornelis Jungius, Nederlands Hervormd predikant, en Augustina Sophia Carolina Henrijette Hooykaas.

Regelingscommissie met Marie Jungius (staand links) - Nationale Tentoonstelling van Vrouwenarbeid 1898. Foto: Collectie IAV – Atria

## Levensloop
Jungius groeide op in Deventer en ging naar de kweekschool in Haarlem. Na een baan in Den Helder ging zij naar Leeuwarden en behaalde daar ook de hoofdakte. Ze werkte aan de openbare meisjesschool in de Atjehstraat te Den Haag en woonde eerst in Scheveningen en daarna in Den Haag met Suze Groshans. 
In Den Haag kwam Jungius in aanraking met de noden van kinderen uit de volksbuurten. Zij ontmoette Caroline Constance Albertine van der Hucht-Kerkhoven, die naar Engels voorbeeld in 1891 het initiatief nam tot de oprichting van een Kinderbond. In 1895 gaf zij haar baan als onderwijzeres op om particulier secretaresse van Van der Hucht te worden. Daarnaast was zij actief in de Nederlandsche Bond tot Bestrijding der Vivisectie. 
In november 1896 werd Jungius bestuurslid van de eerder dat jaar opgerichte Nationale Tentoonstelling van Vrouwenarbeid (VNTV), die in 1898 een grote tentoonstelling over vrouwenarbeid wilde houden ter gelegenheid van de troonsbestijging van prinses Wilhelmina. Dergelijke tentoonstellingen waren eerder met succes gehouden in Chicago, Brussel en Kopenhagen. De tentoonstelling wilde laten zien dat vrouwen ook een rol konden spelen op de arbeidsmarkt en de beperkingen daarbij voor vrouwen op het gebied van opleiding en beroep. Na de tentoonstelling werd zij gekozen als de directrice van het Nationaal Bureau voor Vrouwenarbeid (NBV).

## Publicaties

Onderschrift op foto: Mejuffouw Marie Jungius en een harer clubjes van den Nederlandschen Kinderbond. Foto: W.F. Vinkenbos (1831-1896) en C.M. Dewald (1868-1923). Uit de Collectie IAV – Atria

- Beroepsklapper, excerpt uit de "Uitkomsten der beroepstelling in het Koninkrijk der Nederlanden op den een-en-dertigsten December 1889", aangevende het aantal gehuwde en ongehuwde vrouwen (benevens het algemeen totaal) werkzaam als hoofd of ondergeschikte in eenig beroep of bedrijf. Inleiding
- Verzen. In: Tweemaandelijksch Tijdschrift voor letteren, kunst, wetenschap en politiek 2, (1895-1896)
- Een woord over de voorgenomen Nationale Tentoonstelling van vrouwenarbeid (1897)
- Bestrijding der vivisectie. Inleiding en Kinderbond en humanitarisme
- 'Inleiding' in: Nationale Tentoonstelling van Vrouwenarbeid. Besprekingen over Maatschappelijk Werk (Amsterdam, 1898) 123-151 en 227-244
- Vivisectie in Nederland (Den Haag, Drukkerij "Vrede", 1898)
- De vivisectie is een kwaad en moet daarom uit de samenleving verdwijnen (Den Haag, 1898)
- De Nederlandsche Kinderbond en de eenheid van alle humanitaire streven (Amsterdam, 1899)
- Sprookjes van leven (Amsterdam, Versluys, 1899)
- Verzen (Amsterdam, W. Versluys, 1899)
- Over de onbegrensdheid van ons meegevoel (Amsterdam, 1900)
- Een woord over het Nationaal Bureau van Vrouwenarbeid (Amsterdam, W. Versluys, 1901)
- Vrouwenarbeid in de steenfabricage (Amsterdam, 1903)
- De gehuwde vrouw en de veldarbeid (Den Haag, 1903)
- Tien jaren arbeidswetgeving (Amsterdam, 1903)
- Nachtarbeid der haringspeetsters (Den Haag, 1903)
- Waarom halverwege? Een bijdrage tot de kwestie der loodvergiftiging in de aardewerkfabricage (Amsterdam, 1904)
- L.S. Mogen wij u een oogenblik lastig vallen ('s-Gravenhage, Nationaal Bureau van Vrouwenarbeid, 1904)
- Wenschelijkheid en werkelijkheid. Een bijdrage tot de kennis van het leven der arbeidster-moeder (Amsterdam, W. Versluys, 1905)
- Wat doet Nederland voor zijne arbeidsters-kraamvrouwen? Een bijdrage tot de kennis van het leven der arbeidster-moeder (Amsterdam, Versluys, 1906)
- Eenige opmerkingen aangaande den toestand der magazijn- en winkelbedienden in Nederland (Amsterdam, Versluys, 1907)
- Verzen en sprookjes (Huis ter Heide, "De Tijdstroom", 1928), met voorwoord I. Heijermans.